# Édouard Risler

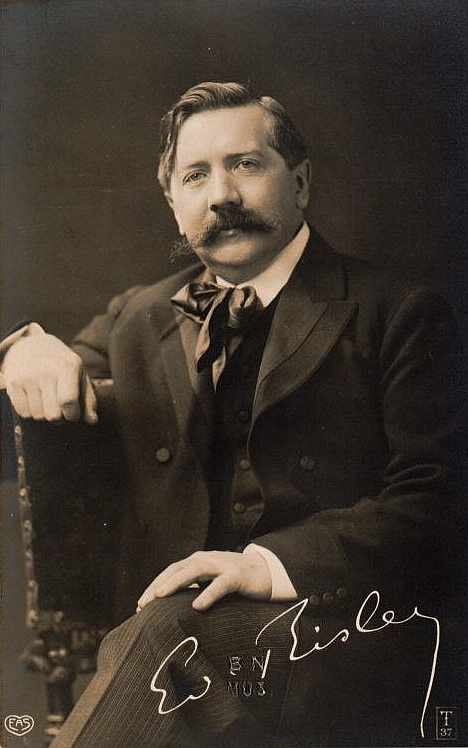
Édouard Risler (um 1900)

Édouard Joseph Risler (* 23. Februar 1873 in Baden-Baden; † 22. Juli 1929 in Paris) war ein französischer Pianist.
Er studierte bei dem berühmten Pädagogen Louis Diémer am Pariser Konservatorium sowie bei den Liszt-Schülern Bernhard Stavenhagen und Eugen d’Albert.
Risler galt nicht nur als der erste Pianist der französischen Schule, der sich seriös und umfassend mit dem Werk Ludwig van Beethovens auseinandersetzte, sondern auch als einer der ersten überhaupt, der alle 32 Sonaten des Bonner Meisters zyklisch aufführte – im Jahre 1906 in Berlin. Die Kritiker waren begeistert und hoben besonders seinen einfühlsamen Anschlag und seine breite Ausdruckspalette hervor, die dem bisherigen Beethoven-Bild entscheidende Nuancen hinzufügten.
Arthur Rubinstein, der Risler bei dieser Gelegenheit hörte, hob später sogar hervor, dass er nie wieder eine derartig eindrucksvolle Vergegenwärtigung des Beethovenschen Sonaten-Kosmos erlebt habe. Dies kann allerdings auch als Abwehrreaktion gegen die deutsche, „schwere“ Beethoven-Tradition verstanden werden, für die ein Artur Schnabel, ein Wilhelm Backhaus verehrt wurden und mit der Rubinstein nach eigenem Eingeständnis, wie so viele seiner slawischen Kollegen, nichts anfangen konnte.
Risler hat Till Eulenspiegels lustige Streiche von Richard Strauss für Klavier Solo bearbeitet und aufgeführt.
Er inspirierte den Schriftsteller Marcel Proust zu der Figur des „jungen Pianisten“ in Madame Verdurins Salon in dessen Romanfolge Auf der Suche nach der verlorenen Zeit.

## Belege
1. ↑  Édouard Risler (1873-1929) (Memento vom 16. April 2012 im Internet Archive). Im Original publiziert auf Baden-Baden, der ultimative Stadtführer.
2. ↑  Antoine Compagnon: Kommentierung zur Gallimard-Ausgabe von Du côté de chez Swann, 1987, Anm. zu S. 185 Nr. 3.

| Personendaten    | Personendaten                               |
| ---------------- | ------------------------------------------- |
| NAME             | Risler, Édouard                             |
| ALTERNATIVNAMEN  | Risler, Édouard Joseph (vollständiger Name) |
| KURZBESCHREIBUNG | französischer Pianist                       |
| GEBURTSDATUM     | 23. Februar 1873                            |
| GEBURTSORT       | Baden-Baden                                 |
| STERBEDATUM      | 22. Juli 1929                               |
| STERBEORT        | Paris                                       |